# پرواز شماره ۴۲۱ گارودا ایندونزیا
پرواز شماره ۴۲۱ هواپیمایی گارودا ایندونزیا یک پرواز داخلی برنامه‌ریزی توسط هواپیمایی حامل پرچم اندونزی، گارودا ایندونزیا از آمپن به یوگیاکارتا بود که در تاریخ ۱۶ ژانویه ۲۰۰۲ سقوط کرد. این پرواز هنگام رسیدن به مقصد، با یک طوفان شدید مواجه شد که در اثر آن هر دو موتور هواپیما خاموش شد. پس از خاموشی موتورها خلبانان ناچار به فرود اضطراری در در رودخانه کم عمق سولو شدند که نهایتا یک کشته و چندین مصدوم برجای گذاشت. 

## هواپیما و خدمه
این هواپیما یک فروند بوئینگ ۷۳۷-۳کیو۸ با شماره ثبتی PK-GWA بود که در سال ۱۹۸۸ ساخته و در سال ۱۹۸۹ تحویل داده شده بود. این هواپیما نخستین ۷۳۷ گارودا ایندونزیا بود. این پرواز توسط [[کاپیتان عبدالروزاق]] و افسر اول هری گوناووان هدایت می‌شد. 

## در رسانه‌ها
مستند این سانحه در فصل شانزدهم سریال تلویزیونی پیام اضطراری – یا با عنوان فاجعه هوایی – در بخشی با عنوان " باند رودخانه " پخش شد. 